# Physalis aggregata
Physalis aggregata är en potatisväxtart som beskrevs av Umaldy Theodore Waterfall. Physalis aggregata ingår i släktet lyktörter, och familjen potatisväxter. Inga underarter finns listade i Catalogue of Life.